# Consulat général de France à Houston

Entrée du consulat général de France à Houston

Le consulat général de France à Houston est une représentation consulaire de la République française aux États-Unis. Il est situé sur Post Oak Boulevard, à Houston, au Texas. Sa circonscription consulaire s'étend sur trois États : le Texas, l'Arkansas et l'Oklahoma. Depuis 2021, la consule générale à Houston est Valérie Baraban.

## Consulats honoraires
Il supervise cinq consuls honoraires situés respectivement à :
- Austin (Texas)
- Dallas (Texas)
- Batesville (Arkansas)
- Oklahoma City (Oklahoma)
- San Antonio (Texas)